# TF-13
La Vía de Ronda o TF-13 es una de las carreteras más importantes del Área Metropolitana de Santa Cruz – La Laguna, ya que conforma la circunvalación por el este a la ciudad de La Laguna. Posteriormente prosigue hasta Punta del Hidalgo pasando por Las Canteras, Tegueste y Tejina.
Se desarrolla desde la TF-5, un poco antes de la salida hacia La Laguna
por la Avenida Lora y Tamayo, hasta el cruce con la carretera TF-113, bordeando por el
este dicha ciudad. Constituye la principal vía de circunvalación de la localidad de La Laguna
para todo el tráfico que se dirige hacia el término municipal de Tegueste, así como a toda la
franja costera desde Punta del Hidalgo hasta Valle de Guerra.

## Galería

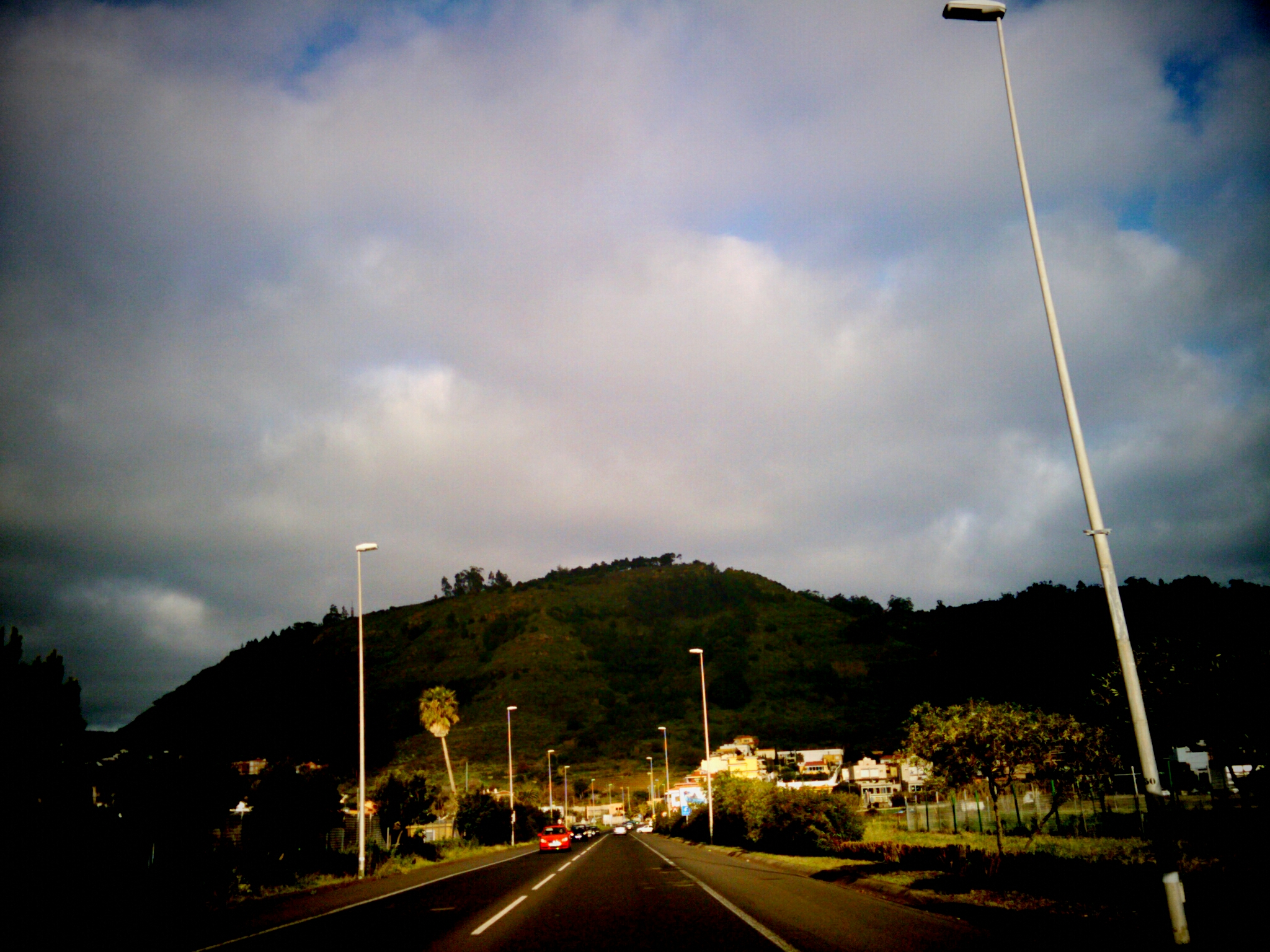
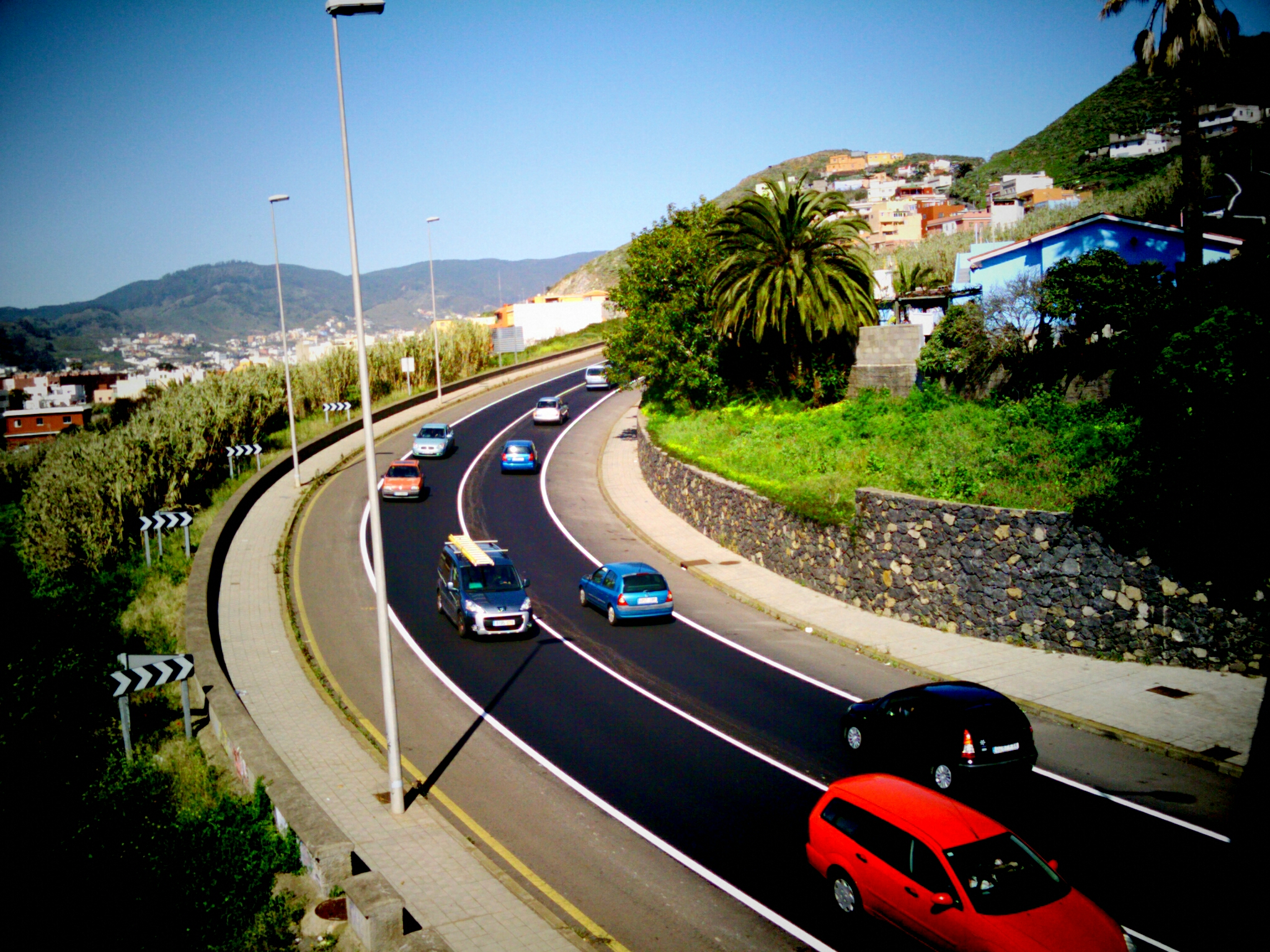